# U 868
U 868 war ein deutsches U-Boot vom IX C/40, das durch die deutsche Kriegsmarine während des U-Boot-Krieges im Zweiten Weltkrieg im Nordatlantik eingesetzt wurde.

## Bau und Indienststellung
U 868 wurde als eines von 11 Booten der Klasse IX C bei der Bremer Deschimag-Werft gebaut. Der Bauauftrag beinhaltete die Boote U 865 bis U 876. Ein Boot dieses Typs war 76 m lang und hatte einen Durchmesser von 6,84 m. Es erreichte bei Überwasserfahrt eine Geschwindigkeit von 18,3 kn und fuhr unter Wasser maximal 7,5 kn.
U 868 wurde am 23. Dezember 1943 durch Kapitänleutnant Dietrich Rauch in Dienst gestellt. Wie es bei vielen Boote seiner Zeit üblich war, entschied sich auch die Besatzung von U 868 für ein bootsspezifisches Zeichen. Es war geplant, den Bremer Roland – als Reminiszenz an die „Geburtsstadt“ des Bootes – am Turm anzubringen. Dieses Vorhaben konnte jedoch bis zur Kapitulation des Bootes nicht realisiert werden.

## Einsatz und Geschichte
Nach der Indienststellung wurde U 868 der 4. U-Flottille  zugeteilt, einer Ausbildungsflottille, die in Stettin stationiert war. Bis zum Sommer 1944 unternahm Kommandant Rauch von hier aus Ausbildungsfahrten in der Ostsee zur Erprobung des Bootes und zum Training der Besatzung. Am 21. Juli übergab er das Kommando an Oberleutnant zur See Eduard Turre. Der 24-jährige Turre hatte vorher als Erster Wachoffizier auf U 530 gedient. Er setzte die Ausbildung der Besatzung in der Ostsee bis Januar 1945 fort, zudem wurde eine Schnorchelanlage eingebaut. 

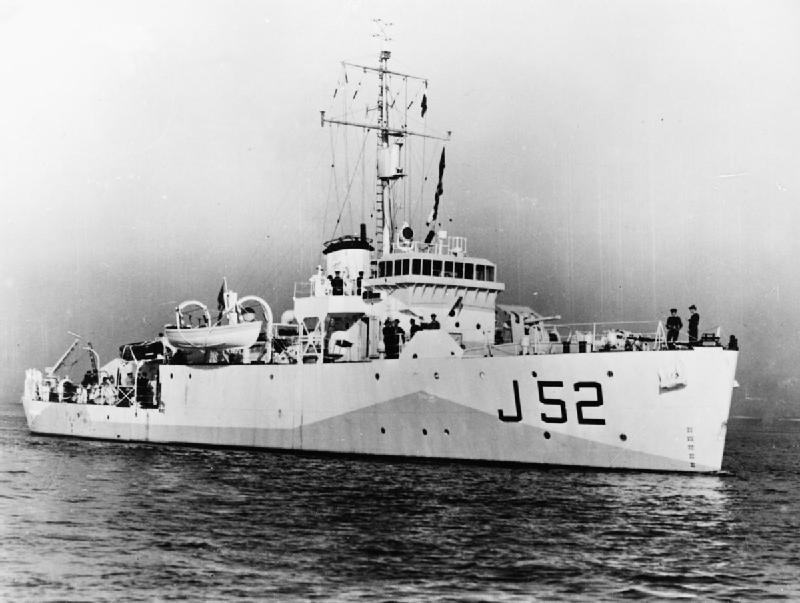
Das kanadische Minensuchboot Guysborough

Im Frühjahr unternahm das Boot eine Transportfahrt von Norwegen nach Saint-Nazaire. Im April kehrte es von dort zurück. Auf dieser Unternehmung griff Turre das kanadische Minensuchboot Guysborough an, das er am 17. März um 18:50 Uhr mit einem akustisch gesteuerten Torpedo am Heck traf und nachhaltig beschädigte. Turre versenkte das Minensuchboot um 19:35 Uhr mit einem Fangschuss.
Bis Kriegsende verblieb U 868 im Marinestützpunkt in Bergen, wo Turre am 9. Mai gegenüber britischen Streitkräften kapitulierte.

## Versenkung
U 868 wurde zunächst in den britischen Flottenstützpunkt Scapa Flow verbracht. Von dort aus wurde das Boot im Juni zum Loch Ryan an der schottischen Westküste verbracht, wo viele deutsche U-Boote interniert waren, um im Rahmen der Operation Deadlight versenkt zu werden. Von hier aus sollte U 868 am 30. November 1945 durch den britischen Schlepper HMS Saucy zur Versenkung auf Position geschleppt werden, sank aber, bevor das Zielgebiet erreicht wurde.